# إيليانوف باردا

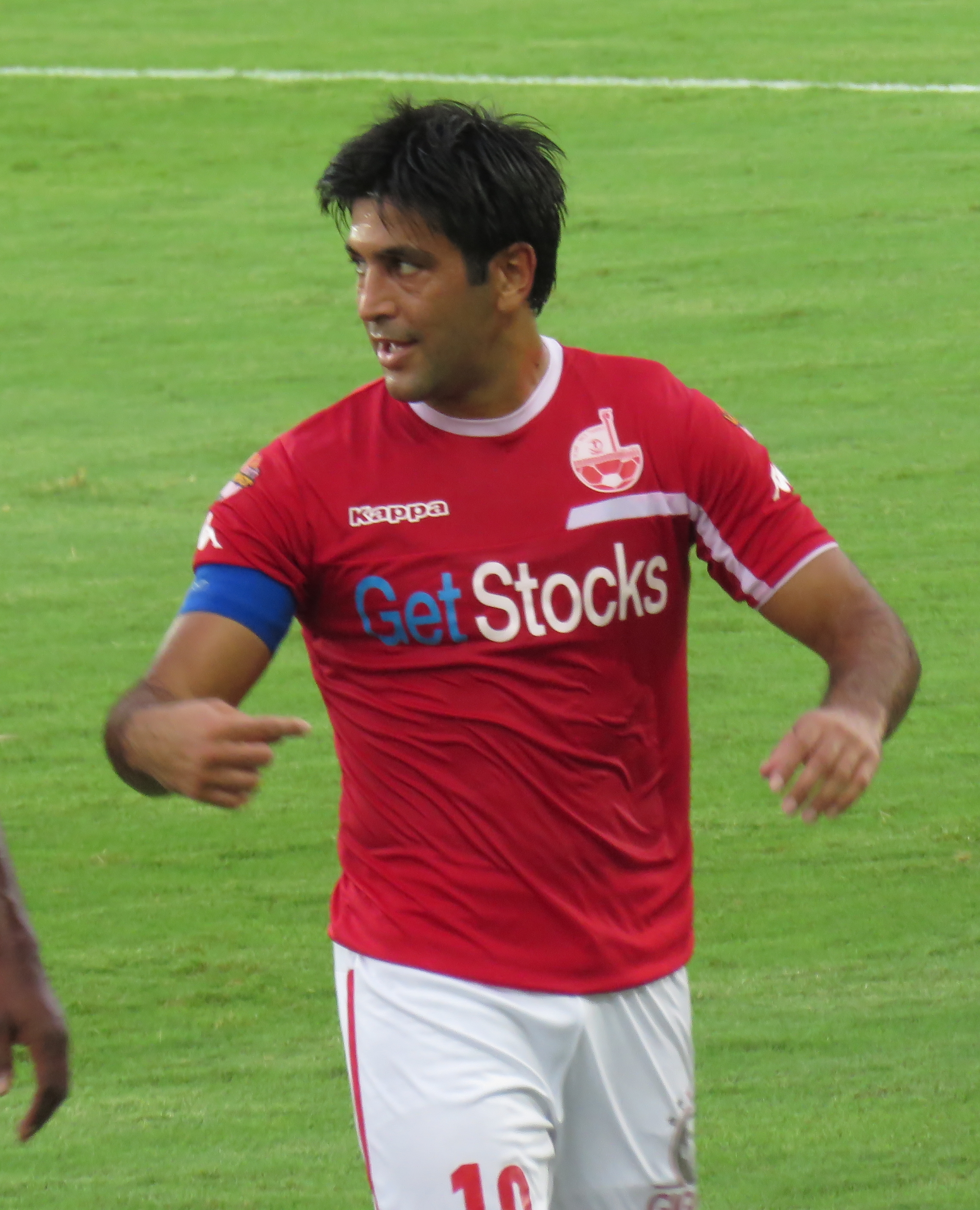

إيليانوف فيليكس باردا (بالعبرية: אליניב ברדה‏) (مواليد 15 ديسمبر 1981 في بئر السبع) لاعب كرة قدم إسرائيلي دولي يجيد اللعب في خط الهجوم . يلعب حاليا لصالح نادي غينك البلجيكي منذ 2007 .

## روابط خارجية
- إيليانوف باردا على موقع الاتحاد الأوربي (الإنجليزية)
- إيليانوف باردا على موقع قاعدة بيانات كرة القدم.إي يو (الإنجليزية)
- إيليانوف باردا على موقع ناشيونال فوتبول تيمز (الإنجليزية)
- إيليانوف باردا على موقع Soccerway.com (الإنجليزية)
- إيليانوف باردا على موقع عالم كرة القدم.نت (الإنجليزية)
- إيليانوف باردا على موقع كووورة
- إيليانوف باردا على موقع AS.com (الإسبانية)